# طواف فلاندرز للسيدات 2023
طواف فلاندرز للسيدات 2023 (بالفرنسية: Tour des Flandres féminin 2023) هو سباق دراجات هوائية، وهو الموسم العشرين من طواف فلاندرز للسيدات، وأقيم في 2 أبريل 2023 ضمن سباقات طواف العالم للدراجات للسيدات 2023، وشارك فيه  140 متسابقاً ووصل إلى نهايته  87 متسابقاً.
فاز بالمركز الأول لوت كوبيكي، وفاز بالمركز الثاني ديمي فوليرينغ، وفاز بالمركز الثالث إليسا ونغو بورغيني، وتصدر تصنيف طواف العالم لورينا ويبيس.

## الفرق
| فرق سيدات عالمية (15)- إس دي وركس 2023 ‏ - موفيستار للسيدات ‏ - كانيون–إس آر إيه إم ريسينغ 2023 ‏ - EF Education–Tibco–SVB ‏ - FDJ–Suez ‏ - بلانتور بورا سيلينج تيم ‏ - رالي سايكلنج 2023 ‏ - فريق كوجياس ميتلر لوك برو للدراجات ‏ - ليف ريسينغ ‏ - فريق سنويب للسيدات ‏ - جامبو فيسما للسيدات ‏ - Liv AlUla Jayco ‏ - Lidl–Trek (women's team) ‏ - يو أي أيه تيم 2023 ‏ - فريق أونو إكس برو للدراجات للسيدات 2023 ‏ فرق دراجات قارية سيدات (9)- لوتو بيليسول للسيدات ‏ - Ceratizit Pro Cycling ‏ - دروبز ‏ - إن إكس تي جي ريسينغ ‏ - Cofidis Women Team ‏ - بنجوال شوفالمير ‏ - باركهوتل فالكنبورغ 2023 ‏ - Proximus-Alphamotorhomes-Doltcini CT‏ - Zaaf Cycling Team ‏ |  |
| |  |

## المشاركون
| إس دي وركس ‏ SDW | إس دي وركس ‏ SDW       | إس دي وركس ‏ SDW |
| --------------- | --------------------- | --------------- |
| م               | عداء                  | مرتبة           |
| 1               | لوت كوبيكي            | 1               |
| 2               | لورينا ويبيس (طريق)   | 14              |
| 3               | ديمي فوليرينغ         | 2               |
| 4               | كريستين ماجروس (طريق) | 19              |
| 5               | مارلين رويسر          | 7               |
| 6               | إيلينا سيتشيني        | 57              |

| موفيستار للسيدات ‏ MOV | موفيستار للسيدات ‏ MOV    | موفيستار للسيدات ‏ MOV |
| --------------------- | ------------------------ | --------------------- |
| م                     | عداء                     | مرتبة                 |
| 11                    | أنيميك فان فليوتن (طريق) | 27                    |
| 12                    | أود بيانيك               | 78                    |
| 13                    | شيلا جوتيريز             | لم يكمل السباق        |
| 14                    | ليان ليبرت (طريق)        | 30                    |
| 15                    | فلورتجي ماكايج           | 28                    |
| 16                    | أرلينيس سيرا (طريق)      | 10                    |

| كانيون–إس آر إيه إم ‏ CSR | كانيون–إس آر إيه إم ‏ CSR  | كانيون–إس آر إيه إم ‏ CSR |
| ------------------------ | ------------------------- | ------------------------ |
| م                        | عداء                      | مرتبة                    |
| 21                       | كاتارزينا نيفيادوما       | 5                        |
| 22                       | Shari Bossuyt ‏            | 18                       |
| 23                       | Elise Chabbey ‏            | 11                       |
| 24                       | Agnieszka Skalniak-Sójka ‏ | لم يكمل السباق           |
| 25                       | ثريا بالادين              | 39                       |
| 26                       | Maike van der Duin ‏       | 13                       |

| EF Education–Tibco–SVB ‏ TIB | EF Education–Tibco–SVB ‏ TIB | EF Education–Tibco–SVB ‏ TIB |
| --------------------------- | --------------------------- | --------------------------- |
| م                           | عداء                        | مرتبة                       |
| 31                          | Zoe Bäckstedt ‏              | 56                          |
| 32                          | Letizia Borghesi ‏           | 50                          |
| 33                          | Clara Honsinger ‏            | لم يكمل السباق              |
| 34                          | أليسون جاكسون               | 47                          |
| 35                          | Sara Poidevin ‏              | لم يكمل السباق              |
| 36                          | لورين ستيفنز                | 55                          |

| لوتو بيليسول للسيدات ‏ LDL | لوتو بيليسول للسيدات ‏ LDL | لوتو بيليسول للسيدات ‏ LDL |
| ------------------------- | ------------------------- | ------------------------- |
| م                         | عداء                      | مرتبة                     |
| 41                        | Kristýna Burlová ‏         | لم يكمل السباق            |
| 42                        | Katrijn De Clercq ‏        | لم يكمل السباق            |
| 43                        | BEL                       | لم يكمل السباق            |
| 44                        | Quinty van de Guchte ‏     | 71                        |
| 45                        | Mieke Docx ‏               | لم يكمل السباق            |
| 46                        | Mette Egtoft Jensen ‏      | لم يكمل السباق            |

| FDJ–Suez ‏ FST | FDJ–Suez ‏ FST              | FDJ–Suez ‏ FST  |
| ------------- | -------------------------- | -------------- |
| م             | عداء                       | مرتبة          |
| 51            | سيسيلي أوتوب لودفيغ (طريق) | 29             |
| 52            | Loes Adegeest ‏             | 26             |
| 53            | غريس براون                 | 24             |
| 54            | Clara Copponi ‏             | لم يكمل السباق |
| 55            | Vittoria Guazzini ‏         | 83             |
| 56            | غلاديس فيرهلست ‏            | لم يكمل السباق |

| بلانتور بورا سيلينج تيم ‏ ___ | بلانتور بورا سيلينج تيم ‏ ___    | بلانتور بورا سيلينج تيم ‏ ___ |
| ---------------------------- | ------------------------------- | ---------------------------- |
| م                            | عداء                            | مرتبة                        |
| 61                           | ساني كانت                       | 67                           |
| 62                           | Millie Couzens ‏                 | 61                           |
| 63                           | Yara Kastelijn ‏                 | 37                           |
| 64                           | Evy Kuijpers ‏                   | 86                           |
| 65                           | Carina Schrempf ‏                | لم يكمل السباق               |
| 66                           | Christina Schweinberger ‏ (طريق) | 22                           |

| رالي سايكلنج ‏ HPW | رالي سايكلنج ‏ HPW   | رالي سايكلنج ‏ HPW |
| ----------------- | ------------------- | ----------------- |
| م                 | عداء                | مرتبة             |
| 71                | Jesse Vandenbulcke ‏ | 60                |
| 72                | Henrietta Christie ‏ | 34                |
| 73                | Marit Raaijmakers ‏  | 75                |
| 74                | Barbara Malcotti ‏   | 63                |
| 76                | ليلي وليامز         | 48                |

| فريق كوجياس ميتلر لوك برو للدراجات ‏ CGS | فريق كوجياس ميتلر لوك برو للدراجات ‏ CGS | فريق كوجياس ميتلر لوك برو للدراجات ‏ CGS |
| --------------------------------------- | --------------------------------------- | --------------------------------------- |
| م                                       | عداء                                    | مرتبة                                   |
| 82                                      | GER                                     | لم يكمل السباق                          |
| 83                                      | Mia Griffin ‏                            | لم يكمل السباق                          |
| 84                                      | Silvia Magri ‏                           | لم يكمل السباق                          |
| 85                                      | Nguyễn Thị Thật ‏ (طريق)                 | لم يكمل السباق                          |
| 86                                      | إيلينا بيروني                           | لم يكمل السباق                          |

| ليف ريسينغ ‏ LIV | ليف ريسينغ ‏ LIV          | ليف ريسينغ ‏ LIV |
| --------------- | ------------------------ | --------------- |
| م               | عداء                     | مرتبة           |
| 91              | Katia Ragusa ‏            | 62              |
| 92              | Valerie Demey ‏           | لم يبدأ         |
| 93              | Marta Jaskulska ‏         | 36              |
| 94              | Quinty Ton ‏              | 31              |
| 95              | Tereza Neumanová ‏ (طريق) | لم يكمل السباق  |
| 96              | Silke Smulders ‏          | 68              |

| فريق سنويب للسيدات ‏ DSM | فريق سنويب للسيدات ‏ DSM | فريق سنويب للسيدات ‏ DSM |
| ----------------------- | ----------------------- | ----------------------- |
| م                       | عداء                    | مرتبة                   |
| 101                     | فايفر جورجي             | 16                      |
| 102                     | Daniek Hengeveld ‏       | لم يكمل السباق          |
| 103                     | Megan Jastrab ‏          | 46                      |
| 104                     | فرانشيسكا كوش ‏          | 72                      |
| 105                     | جولييت لابوس            | 6                       |
| 106                     | NED                     | 73                      |

| جامبو فيسما للسيدات ‏ TJV | جامبو فيسما للسيدات ‏ TJV | جامبو فيسما للسيدات ‏ TJV |
| ------------------------ | ------------------------ | ------------------------ |
| م                        | عداء                     | مرتبة                    |
| 111                      | ماريان فوس               | 15                       |
| 112                      | Teuntje Beekhuis ‏        | 54                       |
| 113                      | آنا هندرسون              | 9                        |
| 114                      | Coryn Labecki            | 64                       |
| 115                      | Karlijn Swinkels ‏        | 25                       |
| 116                      | NED                      | 33                       |

| Liv AlUla Jayco ‏ BEX | Liv AlUla Jayco ‏ BEX | Liv AlUla Jayco ‏ BEX |
| -------------------- | -------------------- | -------------------- |
| م                    | عداء                 | مرتبة                |
| 121                  | جيسيكا ألين          | لم يكمل السباق       |
| 122                  | Georgie Howe ‏        | لم يكمل السباق       |
| 123                  | نينا كيسلر           | لم يكمل السباق       |
| 124                  | Alexandra Manly ‏     | لم يكمل السباق       |
| 125                  | ليتيزيا باتيرنوستر   | 81                   |
| 126                  | Ruby Roseman-Gannon ‏ | 17                   |

| Lidl–Trek (women's team) ‏ TFS | Lidl–Trek (women's team) ‏ TFS | Lidl–Trek (women's team) ‏ TFS |
| ----------------------------- | ----------------------------- | ----------------------------- |
| م                             | عداء                          | مرتبة                         |
| 131                           | إليسا بالسامو (طريق)          | 38                            |
| 132                           | لوسيندا براند                 | 12                            |
| 133                           | Ilaria Sanguineti ‏            | لم يكمل السباق                |
| 134                           | شيرين فان أنروي               | 8                             |
| 135                           | إليسا ونغو بورغيني            | 3                             |
| 136                           | Elynor Bäckstedt ‏             | لم يكمل السباق                |

| يو أي أيه تيم ‏ UAD | يو أي أيه تيم ‏ UAD   | يو أي أيه تيم ‏ UAD |
| ------------------ | -------------------- | ------------------ |
| م                  | عداء                 | مرتبة              |
| 141                | مارتا باستيانيلي     | 43                 |
| 142                | ألينا أمياليوسيك     | 79                 |
| 143                | يوجينة بوجاك (طريق)  | 53                 |
| 144                | Eleonora Gasparrini ‏ | 41                 |
| 145                | كيارا كونسوني        | 40                 |
| 146                | Silvia Persico ‏      | 4                  |

| فريق أونو إكس برو للدراجات للسيدات ‏ UXT | فريق أونو إكس برو للدراجات للسيدات ‏ UXT | فريق أونو إكس برو للدراجات للسيدات ‏ UXT |
| --------------------------------------- | --------------------------------------- | --------------------------------------- |
| م                                       | عداء                                    | مرتبة                                   |
| 151                                     | ماريا جوليا كونفالونيري                 | 65                                      |
| 152                                     | إلينور باركر                            | 42                                      |
| 153                                     | Marte Berg Edseth ‏                      | لم يكمل السباق                          |
| 154                                     | أنوسكا كوستر                            | 20                                      |
| 155                                     | Julie Norman Leth                       | 82                                      |
| 156                                     | سوزان أندرسن                            | 80                                      |

| Ceratizit Pro Cycling ‏ WNT | Ceratizit Pro Cycling ‏ WNT | Ceratizit Pro Cycling ‏ WNT |
| -------------------------- | -------------------------- | -------------------------- |
| م                          | عداء                       | مرتبة                      |
| 161                        | Alice Maria Arzuffi ‏       | 58                         |
| 162                        | Nina Berton ‏               | 52                         |
| 163                        | Arianna Fidanza ‏           | 66                         |
| 164                        | Marta Lach ‏                | 45                         |
| 165                        | Mylène de Zoete ‏           | لم يكمل السباق             |
| 166                        | Lea Lin Teutenberg ‏        | لم يكمل السباق             |

| دروبز ‏ DRP | دروبز ‏ DRP          | دروبز ‏ DRP     |
| ---------- | ------------------- | -------------- |
| م          | عداء                | مرتبة          |
| 171        | إيلا هاريس          | 51             |
| 172        | Maria Novolodskaya ‏ | 59             |
| 173        | Typhaine Laurance ‏  | لم يكمل السباق |
| 174        | April Tacey ‏        | لم يكمل السباق |
| 175        | Margaux Vigié ‏      | 21             |
| 176        | NED                 | لم يكمل السباق |

| إن إكس تي جي ريسينغ ‏ AGS | إن إكس تي جي ريسينغ ‏ AGS | إن إكس تي جي ريسينغ ‏ AGS |
| ------------------------ | ------------------------ | ------------------------ |
| م                        | عداء                     | مرتبة                    |
| 181                      | Justine Ghekiere ‏        | 32                       |
| 182                      | Mireia Benito ‏           | لم يكمل السباق           |
| 183                      | Ally Wollaston ‏ (طريق)   | 77                       |
| 184                      | NED                      | 69                       |
| 185                      | رومي كاسبر               | 23                       |
| 186                      | آشلي مولمان              | 35                       |

| Cofidis Women Team ‏ COF | Cofidis Women Team ‏ COF  | Cofidis Women Team ‏ COF |
| ----------------------- | ------------------------ | ----------------------- |
| م                       | عداء                     | مرتبة                   |
| 191                     | Martina Alzini ‏          | لم يكمل السباق          |
| 192                     | Victoire Berteau ‏        | 44                      |
| 193                     | Alana Castrique ‏         | لم يكمل السباق          |
| 194                     | فالنتاين فورتين          | لم يكمل السباق          |
| 195                     | Gabrielle Pilote Fortin ‏ | لم يكمل السباق          |
| 196                     | Josie Talbot ‏            | لم يكمل السباق          |

| بنجوال شوفالمير ‏ DCH | بنجوال شوفالمير ‏ DCH | بنجوال شوفالمير ‏ DCH |
| -------------------- | -------------------- | -------------------- |
| م                    | عداء                 | مرتبة                |
| 201                  | Danique Braam ‏       | 87                   |
| 202                  | Nathalie Bex ‏        | لم يكمل السباق       |
| 203                  | مالين إريكسن ‏ (طريق) | لم يكمل السباق       |
| 204                  | Antonia Gröndahl ‏    | لم يكمل السباق       |
| 205                  | Minke Bakker‏         | لم يكمل السباق       |
| 206                  | كيلي فان دن ستين     | 85                   |

| باركهوتل فالكنبورغ ‏ PHV | باركهوتل فالكنبورغ ‏ PHV | باركهوتل فالكنبورغ ‏ PHV |
| ----------------------- | ----------------------- | ----------------------- |
| م                       | عداء                    | مرتبة                   |
| 211                     | Femke Gerritse ‏         | 70                      |
| 212                     | Lieke Nooijen ‏          | 76                      |
| 213                     | NED                     | 84                      |
| 214                     | كيرستي فان هافتن        | 74                      |
| 215                     | BEL                     | لم يكمل السباق          |
| 216                     | Margot Vanpachtenbeke ‏  | 49                      |

| Proximus-Alphamotorhomes-Doltcini‏ ___ | Proximus-Alphamotorhomes-Doltcini‏ ___ | Proximus-Alphamotorhomes-Doltcini‏ ___ |
| ------------------------------------- | ------------------------------------- | ------------------------------------- |
| م                                     | عداء                                  | مرتبة                                 |
| 221                                   | Trine Holmsgaard ‏                     | لم يكمل السباق                        |
| 222                                   | GER                                   | لم يكمل السباق                        |
| 223                                   | Kiona Crabbé ‏                         | لم يكمل السباق                        |
| 224                                   | Melissa Hofman‏                        | لم يكمل السباق                        |
| 225                                   | Céline van Houtum‏                     | لم يكمل السباق                        |
| 226                                   | Nienke Wasmus ‏                        | لم يكمل السباق                        |

| Zaaf Cycling Team ‏ ZAF | Zaaf Cycling Team ‏ ZAF | Zaaf Cycling Team ‏ ZAF |
| ---------------------- | ---------------------- | ---------------------- |
| م                      | عداء                   | مرتبة                  |
| 232                    | Lucía García ‏          | لم يكمل السباق         |
| 233                    | Emanuela Zanetti‏       | لم يكمل السباق         |
| 234                    | ابتسام محمد            | لم يكمل السباق         |
| 235                    | Debora Silvestri ‏      | مستبعد                 |
| 236                    | Marta Romance‏          | لم يكمل السباق         |

| إس دي وركس ‏ SDW | إس دي وركس ‏ SDW       | إس دي وركس ‏ SDW |
| --------------- | --------------------- | --------------- |
| م               | عداء                  | مرتبة           |
| 1               | لوت كوبيكي            | 1               |
| 2               | لورينا ويبيس (طريق)   | 14              |
| 3               | ديمي فوليرينغ         | 2               |
| 4               | كريستين ماجروس (طريق) | 19              |
| 5               | مارلين رويسر          | 7               |
| 6               | إيلينا سيتشيني        | 57              |

| موفيستار للسيدات ‏ MOV | موفيستار للسيدات ‏ MOV    | موفيستار للسيدات ‏ MOV |
| --------------------- | ------------------------ | --------------------- |
| م                     | عداء                     | مرتبة                 |
| 11                    | أنيميك فان فليوتن (طريق) | 27                    |
| 12                    | أود بيانيك               | 78                    |
| 13                    | شيلا جوتيريز             | لم يكمل السباق        |
| 14                    | ليان ليبرت (طريق)        | 30                    |
| 15                    | فلورتجي ماكايج           | 28                    |
| 16                    | أرلينيس سيرا (طريق)      | 10                    |

| كانيون–إس آر إيه إم ‏ CSR | كانيون–إس آر إيه إم ‏ CSR  | كانيون–إس آر إيه إم ‏ CSR |
| ------------------------ | ------------------------- | ------------------------ |
| م                        | عداء                      | مرتبة                    |
| 21                       | كاتارزينا نيفيادوما       | 5                        |
| 22                       | Shari Bossuyt ‏            | 18                       |
| 23                       | Elise Chabbey ‏            | 11                       |
| 24                       | Agnieszka Skalniak-Sójka ‏ | لم يكمل السباق           |
| 25                       | ثريا بالادين              | 39                       |
| 26                       | Maike van der Duin ‏       | 13                       |

| EF Education–Tibco–SVB ‏ TIB | EF Education–Tibco–SVB ‏ TIB | EF Education–Tibco–SVB ‏ TIB |
| --------------------------- | --------------------------- | --------------------------- |
| م                           | عداء                        | مرتبة                       |
| 31                          | Zoe Bäckstedt ‏              | 56                          |
| 32                          | Letizia Borghesi ‏           | 50                          |
| 33                          | Clara Honsinger ‏            | لم يكمل السباق              |
| 34                          | أليسون جاكسون               | 47                          |
| 35                          | Sara Poidevin ‏              | لم يكمل السباق              |
| 36                          | لورين ستيفنز                | 55                          |

| لوتو بيليسول للسيدات ‏ LDL | لوتو بيليسول للسيدات ‏ LDL | لوتو بيليسول للسيدات ‏ LDL |
| ------------------------- | ------------------------- | ------------------------- |
| م                         | عداء                      | مرتبة                     |
| 41                        | Kristýna Burlová ‏         | لم يكمل السباق            |
| 42                        | Katrijn De Clercq ‏        | لم يكمل السباق            |
| 43                        | BEL                       | لم يكمل السباق            |
| 44                        | Quinty van de Guchte ‏     | 71                        |
| 45                        | Mieke Docx ‏               | لم يكمل السباق            |
| 46                        | Mette Egtoft Jensen ‏      | لم يكمل السباق            |

| FDJ–Suez ‏ FST | FDJ–Suez ‏ FST              | FDJ–Suez ‏ FST  |
| ------------- | -------------------------- | -------------- |
| م             | عداء                       | مرتبة          |
| 51            | سيسيلي أوتوب لودفيغ (طريق) | 29             |
| 52            | Loes Adegeest ‏             | 26             |
| 53            | غريس براون                 | 24             |
| 54            | Clara Copponi ‏             | لم يكمل السباق |
| 55            | Vittoria Guazzini ‏         | 83             |
| 56            | غلاديس فيرهلست ‏            | لم يكمل السباق |

| بلانتور بورا سيلينج تيم ‏ ___ | بلانتور بورا سيلينج تيم ‏ ___    | بلانتور بورا سيلينج تيم ‏ ___ |
| ---------------------------- | ------------------------------- | ---------------------------- |
| م                            | عداء                            | مرتبة                        |
| 61                           | ساني كانت                       | 67                           |
| 62                           | Millie Couzens ‏                 | 61                           |
| 63                           | Yara Kastelijn ‏                 | 37                           |
| 64                           | Evy Kuijpers ‏                   | 86                           |
| 65                           | Carina Schrempf ‏                | لم يكمل السباق               |
| 66                           | Christina Schweinberger ‏ (طريق) | 22                           |

| رالي سايكلنج ‏ HPW | رالي سايكلنج ‏ HPW   | رالي سايكلنج ‏ HPW |
| ----------------- | ------------------- | ----------------- |
| م                 | عداء                | مرتبة             |
| 71                | Jesse Vandenbulcke ‏ | 60                |
| 72                | Henrietta Christie ‏ | 34                |
| 73                | Marit Raaijmakers ‏  | 75                |
| 74                | Barbara Malcotti ‏   | 63                |
| 76                | ليلي وليامز         | 48                |

| فريق كوجياس ميتلر لوك برو للدراجات ‏ CGS | فريق كوجياس ميتلر لوك برو للدراجات ‏ CGS | فريق كوجياس ميتلر لوك برو للدراجات ‏ CGS |
| --------------------------------------- | --------------------------------------- | --------------------------------------- |
| م                                       | عداء                                    | مرتبة                                   |
| 82                                      | GER                                     | لم يكمل السباق                          |
| 83                                      | Mia Griffin ‏                            | لم يكمل السباق                          |
| 84                                      | Silvia Magri ‏                           | لم يكمل السباق                          |
| 85                                      | Nguyễn Thị Thật ‏ (طريق)                 | لم يكمل السباق                          |
| 86                                      | إيلينا بيروني                           | لم يكمل السباق                          |

| ليف ريسينغ ‏ LIV | ليف ريسينغ ‏ LIV          | ليف ريسينغ ‏ LIV |
| --------------- | ------------------------ | --------------- |
| م               | عداء                     | مرتبة           |
| 91              | Katia Ragusa ‏            | 62              |
| 92              | Valerie Demey ‏           | لم يبدأ         |
| 93              | Marta Jaskulska ‏         | 36              |
| 94              | Quinty Ton ‏              | 31              |
| 95              | Tereza Neumanová ‏ (طريق) | لم يكمل السباق  |
| 96              | Silke Smulders ‏          | 68              |

| فريق سنويب للسيدات ‏ DSM | فريق سنويب للسيدات ‏ DSM | فريق سنويب للسيدات ‏ DSM |
| ----------------------- | ----------------------- | ----------------------- |
| م                       | عداء                    | مرتبة                   |
| 101                     | فايفر جورجي             | 16                      |
| 102                     | Daniek Hengeveld ‏       | لم يكمل السباق          |
| 103                     | Megan Jastrab ‏          | 46                      |
| 104                     | فرانشيسكا كوش ‏          | 72                      |
| 105                     | جولييت لابوس            | 6                       |
| 106                     | NED                     | 73                      |

| جامبو فيسما للسيدات ‏ TJV | جامبو فيسما للسيدات ‏ TJV | جامبو فيسما للسيدات ‏ TJV |
| ------------------------ | ------------------------ | ------------------------ |
| م                        | عداء                     | مرتبة                    |
| 111                      | ماريان فوس               | 15                       |
| 112                      | Teuntje Beekhuis ‏        | 54                       |
| 113                      | آنا هندرسون              | 9                        |
| 114                      | Coryn Labecki            | 64                       |
| 115                      | Karlijn Swinkels ‏        | 25                       |
| 116                      | NED                      | 33                       |

| Liv AlUla Jayco ‏ BEX | Liv AlUla Jayco ‏ BEX | Liv AlUla Jayco ‏ BEX |
| -------------------- | -------------------- | -------------------- |
| م                    | عداء                 | مرتبة                |
| 121                  | جيسيكا ألين          | لم يكمل السباق       |
| 122                  | Georgie Howe ‏        | لم يكمل السباق       |
| 123                  | نينا كيسلر           | لم يكمل السباق       |
| 124                  | Alexandra Manly ‏     | لم يكمل السباق       |
| 125                  | ليتيزيا باتيرنوستر   | 81                   |
| 126                  | Ruby Roseman-Gannon ‏ | 17                   |

| Lidl–Trek (women's team) ‏ TFS | Lidl–Trek (women's team) ‏ TFS | Lidl–Trek (women's team) ‏ TFS |
| ----------------------------- | ----------------------------- | ----------------------------- |
| م                             | عداء                          | مرتبة                         |
| 131                           | إليسا بالسامو (طريق)          | 38                            |
| 132                           | لوسيندا براند                 | 12                            |
| 133                           | Ilaria Sanguineti ‏            | لم يكمل السباق                |
| 134                           | شيرين فان أنروي               | 8                             |
| 135                           | إليسا ونغو بورغيني            | 3                             |
| 136                           | Elynor Bäckstedt ‏             | لم يكمل السباق                |

| يو أي أيه تيم ‏ UAD | يو أي أيه تيم ‏ UAD   | يو أي أيه تيم ‏ UAD |
| ------------------ | -------------------- | ------------------ |
| م                  | عداء                 | مرتبة              |
| 141                | مارتا باستيانيلي     | 43                 |
| 142                | ألينا أمياليوسيك     | 79                 |
| 143                | يوجينة بوجاك (طريق)  | 53                 |
| 144                | Eleonora Gasparrini ‏ | 41                 |
| 145                | كيارا كونسوني        | 40                 |
| 146                | Silvia Persico ‏      | 4                  |

| فريق أونو إكس برو للدراجات للسيدات ‏ UXT | فريق أونو إكس برو للدراجات للسيدات ‏ UXT | فريق أونو إكس برو للدراجات للسيدات ‏ UXT |
| --------------------------------------- | --------------------------------------- | --------------------------------------- |
| م                                       | عداء                                    | مرتبة                                   |
| 151                                     | ماريا جوليا كونفالونيري                 | 65                                      |
| 152                                     | إلينور باركر                            | 42                                      |
| 153                                     | Marte Berg Edseth ‏                      | لم يكمل السباق                          |
| 154                                     | أنوسكا كوستر                            | 20                                      |
| 155                                     | Julie Norman Leth                       | 82                                      |
| 156                                     | سوزان أندرسن                            | 80                                      |

| Ceratizit Pro Cycling ‏ WNT | Ceratizit Pro Cycling ‏ WNT | Ceratizit Pro Cycling ‏ WNT |
| -------------------------- | -------------------------- | -------------------------- |
| م                          | عداء                       | مرتبة                      |
| 161                        | Alice Maria Arzuffi ‏       | 58                         |
| 162                        | Nina Berton ‏               | 52                         |
| 163                        | Arianna Fidanza ‏           | 66                         |
| 164                        | Marta Lach ‏                | 45                         |
| 165                        | Mylène de Zoete ‏           | لم يكمل السباق             |
| 166                        | Lea Lin Teutenberg ‏        | لم يكمل السباق             |

| دروبز ‏ DRP | دروبز ‏ DRP          | دروبز ‏ DRP     |
| ---------- | ------------------- | -------------- |
| م          | عداء                | مرتبة          |
| 171        | إيلا هاريس          | 51             |
| 172        | Maria Novolodskaya ‏ | 59             |
| 173        | Typhaine Laurance ‏  | لم يكمل السباق |
| 174        | April Tacey ‏        | لم يكمل السباق |
| 175        | Margaux Vigié ‏      | 21             |
| 176        | NED                 | لم يكمل السباق |

| إن إكس تي جي ريسينغ ‏ AGS | إن إكس تي جي ريسينغ ‏ AGS | إن إكس تي جي ريسينغ ‏ AGS |
| ------------------------ | ------------------------ | ------------------------ |
| م                        | عداء                     | مرتبة                    |
| 181                      | Justine Ghekiere ‏        | 32                       |
| 182                      | Mireia Benito ‏           | لم يكمل السباق           |
| 183                      | Ally Wollaston ‏ (طريق)   | 77                       |
| 184                      | NED                      | 69                       |
| 185                      | رومي كاسبر               | 23                       |
| 186                      | آشلي مولمان              | 35                       |

| Cofidis Women Team ‏ COF | Cofidis Women Team ‏ COF  | Cofidis Women Team ‏ COF |
| ----------------------- | ------------------------ | ----------------------- |
| م                       | عداء                     | مرتبة                   |
| 191                     | Martina Alzini ‏          | لم يكمل السباق          |
| 192                     | Victoire Berteau ‏        | 44                      |
| 193                     | Alana Castrique ‏         | لم يكمل السباق          |
| 194                     | فالنتاين فورتين          | لم يكمل السباق          |
| 195                     | Gabrielle Pilote Fortin ‏ | لم يكمل السباق          |
| 196                     | Josie Talbot ‏            | لم يكمل السباق          |

| بنجوال شوفالمير ‏ DCH | بنجوال شوفالمير ‏ DCH | بنجوال شوفالمير ‏ DCH |
| -------------------- | -------------------- | -------------------- |
| م                    | عداء                 | مرتبة                |
| 201                  | Danique Braam ‏       | 87                   |
| 202                  | Nathalie Bex ‏        | لم يكمل السباق       |
| 203                  | مالين إريكسن ‏ (طريق) | لم يكمل السباق       |
| 204                  | Antonia Gröndahl ‏    | لم يكمل السباق       |
| 205                  | Minke Bakker‏         | لم يكمل السباق       |
| 206                  | كيلي فان دن ستين     | 85                   |

| باركهوتل فالكنبورغ ‏ PHV | باركهوتل فالكنبورغ ‏ PHV | باركهوتل فالكنبورغ ‏ PHV |
| ----------------------- | ----------------------- | ----------------------- |
| م                       | عداء                    | مرتبة                   |
| 211                     | Femke Gerritse ‏         | 70                      |
| 212                     | Lieke Nooijen ‏          | 76                      |
| 213                     | NED                     | 84                      |
| 214                     | كيرستي فان هافتن        | 74                      |
| 215                     | BEL                     | لم يكمل السباق          |
| 216                     | Margot Vanpachtenbeke ‏  | 49                      |

| Proximus-Alphamotorhomes-Doltcini‏ ___ | Proximus-Alphamotorhomes-Doltcini‏ ___ | Proximus-Alphamotorhomes-Doltcini‏ ___ |
| ------------------------------------- | ------------------------------------- | ------------------------------------- |
| م                                     | عداء                                  | مرتبة                                 |
| 221                                   | Trine Holmsgaard ‏                     | لم يكمل السباق                        |
| 222                                   | GER                                   | لم يكمل السباق                        |
| 223                                   | Kiona Crabbé ‏                         | لم يكمل السباق                        |
| 224                                   | Melissa Hofman‏                        | لم يكمل السباق                        |
| 225                                   | Céline van Houtum‏                     | لم يكمل السباق                        |
| 226                                   | Nienke Wasmus ‏                        | لم يكمل السباق                        |

| Zaaf Cycling Team ‏ ZAF | Zaaf Cycling Team ‏ ZAF | Zaaf Cycling Team ‏ ZAF |
| ---------------------- | ---------------------- | ---------------------- |
| م                      | عداء                   | مرتبة                  |
| 232                    | Lucía García ‏          | لم يكمل السباق         |
| 233                    | Emanuela Zanetti‏       | لم يكمل السباق         |
| 234                    | ابتسام محمد            | لم يكمل السباق         |
| 235                    | Debora Silvestri ‏      | مستبعد                 |
| 236                    | Marta Romance‏          | لم يكمل السباق         |

## التصنيف العام النهائي
| التصنيف العام         | التصنيف العام        | التصنيف العام             | التصنيف العام | التصنيف العام |
| المتسابقة             | المتسابقة            | الفريق                    | الوقت         |               |
| --------------------- | -------------------- | ------------------------- | ------------- | ------------- |
| 1                     | لوت كوبيكي           | إس دي وركس ‏               | 4 س 06 د 11 ث |               |
| 2                     | ديمي فوليرينغ        | إس دي وركس ‏               | + 36 ث        |               |
| 3                     | إليسا ونغو بورغيني   | Lidl–Trek (women's team) ‏ | + 36 ث        |               |
| 4                     | Silvia Persico ‏      | يو أي أيه تيم ‏            | + 36 ث        |               |
| 5                     | Katarzyna Niewiadoma | كانيون–إس آر إيه إم ‏      | + 36 ث        |               |
| 6                     | جولييت لابوس         | فريق سنويب للسيدات ‏       | + 36 ث        |               |
| 7                     | مارلين رويسر         | إس دي وركس ‏               | + 36 ث        |               |
| 8                     | شيرين فان أنروي      | Lidl–Trek (women's team) ‏ | + 44 ث        |               |
| 9                     | آنا هندرسون          | جامبو فيسما للسيدات ‏      | + 2 د 40 ث    |               |
| 10                    | أرلينيس سيرا         | موفيستار للسيدات ‏         | + 3 د 38 ث    |               |
|                       |                      |                           |               |               |
| مصدر: ProCyclingStats |                      |                           |               |               |

### تصنيف النقاط
| تصنيف النقاط          | تصنيف النقاط        | تصنيف النقاط              | تصنيف النقاط | تصنيف النقاط |
| المتسابقة             | المتسابقة           | الفريق                    | النقاط       |              |
| --------------------- | ------------------- | ------------------------- | ------------ | ------------ |
| 1                     | لورينا ويبيس        | إس دي وركس ‏               | 1164 نقطة    |              |
| 2                     | لوت كوبيكي          | إس دي وركس ‏               | 1120 نقطة    |              |
| 3                     | إليسا بالسامو       | Lidl–Trek (women's team) ‏ | 876 نقطة     |              |
| 4                     | إليسا ونغو بورغيني  | Lidl–Trek (women's team) ‏ | 796 نقطة     |              |
| 5                     | فايفر جورجي         | فريق سنويب للسيدات ‏       | 794 نقطة     |              |
| 6                     | أماندا سبرات        | Lidl–Trek (women's team) ‏ | 754 نقطة     |              |
| 7                     | ديمي فوليرينغ       | إس دي وركس ‏               | 744 نقطة     |              |
| 8                     | Maike van der Duin ‏ | كانيون–إس آر إيه إم ‏      | 688 نقطة     |              |
| 9                     | Silvia Persico ‏     | يو أي أيه تيم ‏            | 650 نقطة     |              |
| 10                    | غريس براون          | FDJ–Suez ‏                 | 578 نقطة     |              |
|                       |                     |                           |              |              |
| مصدر: ProCyclingStats |                     |                           |              |              |

## تصنيف الفرق

### الفرق حسب النقاط
| ترتيب الفرق حسب النقاط | ترتيب الفرق حسب النقاط                   | ترتيب الفرق حسب النقاط | ترتيب الفرق حسب النقاط |
| الفريق                 | الفريق                                   | النقاط                 |                        |
| ---------------------- | ---------------------------------------- | ---------------------- | ---------------------- |
| 1                      | إس دي وركس ‏                              | 4115 نقطة              |                        |
| 2                      | Lidl–Trek (women's team) ‏                | 3616 نقطة              |                        |
| 3                      | كانيون–إس آر إيه إم ‏                     | 2262 نقطة              |                        |
| 4                      | FDJ–Suez ‏                                | 2169 نقطة              |                        |
| 5                      | فريق سنويب للسيدات ‏                      | 2003 نقطة              |                        |
| 6                      | يو أي أيه تيم ‏                           | 1636 نقطة              |                        |
| 7                      | موفيستار للسيدات ‏                        | 1189 نقطة              |                        |
| 8                      | فريق أونو إكس برو للدراجات للسيدات 2023 ‏ | 1127 نقطة              |                        |
| 9                      | جامبو فيسما للسيدات ‏                     | 932 نقطة               |                        |
| 10                     | بلانتور بورا سيلينج تيم ‏                 | 918 نقطة               |                        |
|                        |                                          |                        |                        |
| مصدر: ProCyclingStats  |                                          |                        |                        |

## تصانيف فرعية

### تصنيف أفضل شاب
| تصنيف أفضل شابة       | تصنيف أفضل شابة     | تصنيف أفضل شابة           | تصنيف أفضل شابة | تصنيف أفضل شابة |
| المتسابقة             | المتسابقة           | الفريق                    | الوقت           |                 |
| --------------------- | ------------------- | ------------------------- | --------------- | --------------- |
| 1                     | Maike van der Duin ‏ | كانيون–إس آر إيه إم ‏      |                 |                 |
| 2                     | شيرين فان أنروي     | Lidl–Trek (women's team) ‏ |                 |                 |
| 3                     | Megan Jastrab ‏      | فريق سنويب للسيدات ‏       |                 |                 |
|                       |                     |                           |                 |                 |
| مصدر: ProCyclingStats |                     |                           |                 |                 |

## وصلات خارجية
- الموقع الرسمي
- لمحة عن سباق طواف فلاندرز للسيدات 2023 على موقع  ProCyclingStats   (برو  سايكلنج  ستاتس) - إحصاءات  محترفي  الدراجات.
- طواف فلاندرز للسيدات 2023 على موقع إحصائيات الدراجات الإحترافية (الإنجليزية)